# East Dawning
East Dawning (chino: 东方既白, pinyin: Dongfang Jibai) es la fusión de Yum China del modelo comercial de KFC con la gastronomía de la República Popular China.

## Descripción

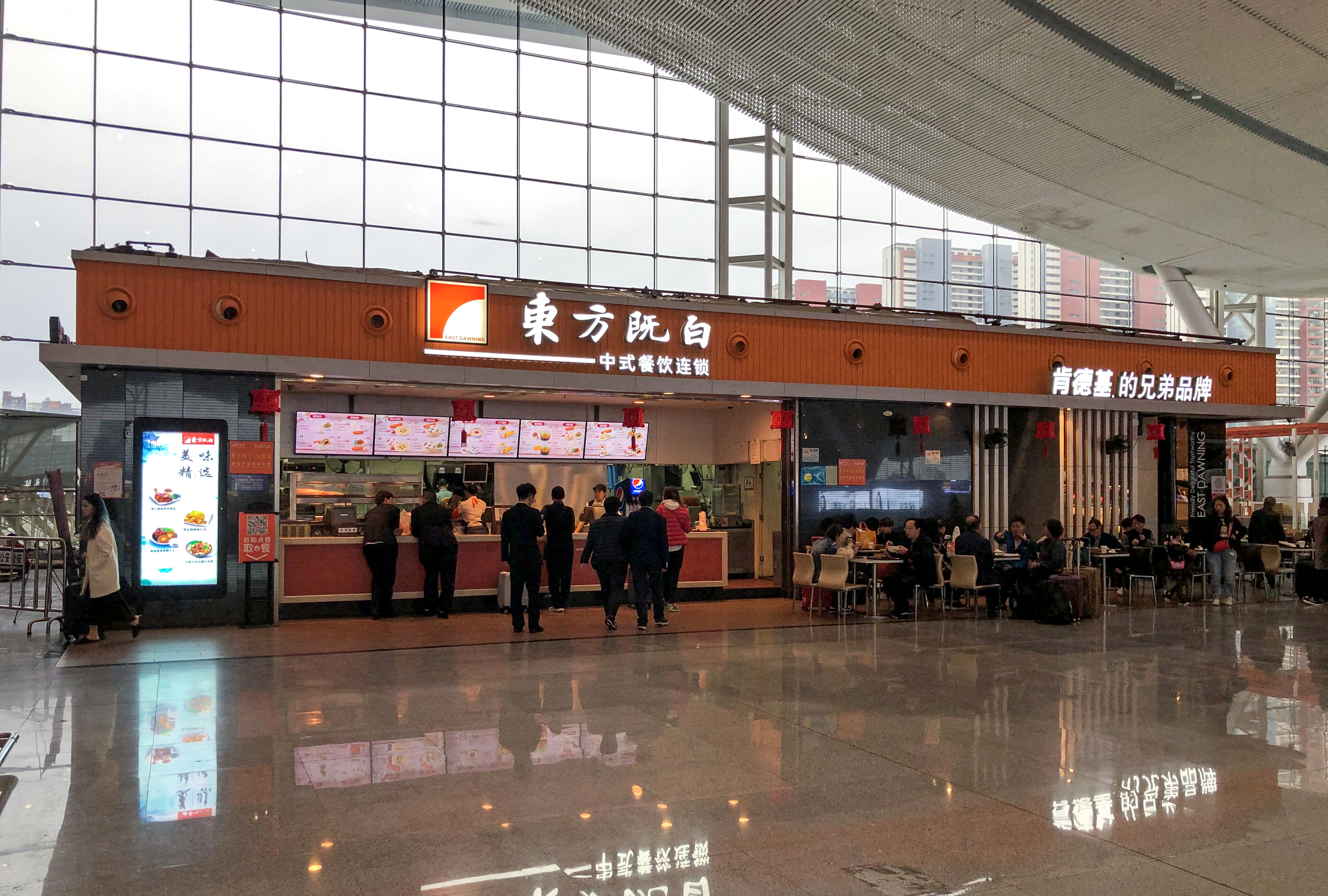
Sede de East Dawning en la estación de ferrocarril de Shenzhen Norte en 2019.

La comida china se sirve exclusivamente, pero la cadena se centra en los elementos de la cocina china que se preparan con mayor rapidez y facilidad. Esto excluye algunos platos, como los dumplings (jiaozi), pero incluye pasteles al vapor como los baozis, incluido el popular xiaolongbao. Se evitan los refrescos en favor de las bebidas chinas tradicionales y modernas, como los tés (incluido el té con leche), los jugos y la leche de soya. Sin embargo, a diferencia de la mayoría de las comidas rápidas chinas, East Dawning usa recetas y métodos de preparación consistentes entre restaurantes. Los restaurantes están diseñados para parecerse a los hogares chinos; por ejemplo, las mesas de comedor son similares a las mesas de ofrendas que se encuentran en muchos hogares.

## Historia
En 2004, se abrió un restaurante estilo cafetería de prueba en Shanghái. Después del fracaso del restaurante de prueba, Yum! Brands eligió el modelo comercial de KFC (KFC es la cadena occidental más exitosa de China) y encontró un mayor éxito. A partir del primer trimestre de 2013, hay 30 restaurantes East Dawning en China. Los restaurantes están ubicados en Shanghái, Beijing, Guangzhou y Suzhou. En 2016, Yum! Brands escindió sus operaciones chinas en Yum China, que incluía East Dawning.

## Nombre
El nombre chino "Dongfang Jibai" significa "el Este ha sido iluminado (por la luz del amanecer). Es una expresión idiomática derivada en última instancia de la última línea del primer fu de la Oda anterior a los acantilados rojo, escrito en la dinastía Song por el poeta Su Shi. La última parte del poema describe a un grupo de amigos que habían disfrutado tanto de una cena a bordo de un barco, que "apenas se dieron cuenta de que Oriente estaba iluminado (por la luz del amanecer)".